# Hrappsey
Hrappsey är en ö i republiken Island.   Den ligger i regionen Västlandet, i den västra delen av landet, 110 km norr om huvudstaden Reykjavík. Arean är 1,8 kvadratkilometer.
På Hrappsey låg mellan åren 1773–1795 Hrappseyjarprentsmiðja, Islands andra boktryckeri och det första som gav ut sekulär litteratur.
Terrängen på Hrappsey är platt. Öns högsta punkt är 41 meter över havet. Den sträcker sig 2,4 kilometer i nord-sydlig riktning, och 1,6 kilometer i öst-västlig riktning.